# Corrida de São Silvestre de 1930
A Corrida de São Silvestre de 1930 foi a 6ª edição da prova de rua, realizada no dia 31 de dezembro de 1930, no centro da cidade de São Paulo, a largada aconteceu as 23h45m, a prova foi de organização da Cásper Líbero.
O vencedor foi Murilo de Araújo, do Voluntários da Pátria com o tempo de 25m35s.

## Percurso
Da Avenida Paulista, esquina da Av. Angélica – Monumento do Olavo Bilac até o Clube de Regatas Tietê, com 8.800 metros.
- Participantes: 1.157 atletas
- Chegada: 209 atletas atravessaram a linha de chegada 5 minutos após a passagem do campeão[3]

## Resultados

#### Masculino
- 1º Murilo de Araújo (Brasil) - 25m35s